# 미국 수의학 협회
미국 수의학 협회(AVMA; American Veterinary Medical Association)는 1863년에 설립되었으며, 미국에서 99,500명 이상의 수의사를 대표하는 비영리 협회이다.
AVMA는 정보 자원, 평생 교육 기회, 출판물, 개인 및 전문 제품, 프로그램 및 서비스에 대한 할인을 제공한다. AVMA는 인간 사용의 목적(예: 식품, 섬유, 연구, 교제)을 위한 동물의 사용을 지원하는 프레임워크 내에서 동물 친화적인 입법을 위해 로비하고 있다.
AVMA 교육 위원회는 미국 수의학 학교에 의해 지정된 인증기관이다.
AVMA는 미국 수의학회지(Journal of the American Veterinary Medical Association (JAVMA))와 미국 수의연구학회지(American Journal of Veterinary Research (AJVR))를 발행한다.
AVMA의 수의학 학생 단체는 SAVMA(Student American Veterinary Medical Association)이다.

## 역사
AVMA(American Veterinary Medical Association)는 1863년에 7개 주를 대표하는 40명의 대표가 뉴욕에서 열린 대회를 위해 모였을 때 설립되었다. 원래 미국 수의학 협회(United States Veterinary Medical Association)로 명명된 USVMA는 1889년에 AVMA로 개명되었다.
1913년까지 AVMA는 1,650명의 회원으로 구성되었으며 회원 자격은 공인된 수의과 대학 졸업생에게만 주어졌다.
2021년 기준으로, AMVA는 97,000명 이상의 회원이 있다. 회원 수의사는 반려동물 진료뿐만 아니라, 공중보건, 농업, 식품 안전, 학술, 군사 분야 등 다양한 분야에서 활동한다.

## AVMA 정책
AVMA는 회원의 요청과 이해 관계자의 관심에 따라 정책을 생성한다. AVMA는 이용 가능한 최상의 과학적 증거를 기반으로 정책 개선을 장려하는 것을 목표로 한다.

AVMA는 푸아그라(foie gras)를 만들기 위해 조류에 강제급식 하는 것에 대해 공식적 입장을 취하기 위한 몇 가지 제안에 투표했다. 푸아그라는 유럽의 많은 국가와 미국 캘리포니아주에서 금지되었지만, 푸아그라 생산의 복지 측면을 구체적으로 다루는 과학의 부재와 회원 간의 상충되는 의견 때문에, AVMA는 푸아그라를 찬성하거나 반대하는 입장을 취하지 않았다. AVMA는 푸아그라 생산 백그라운더의 복지 영향을 발표했다.

## 법률 제정
AVMA는 2014년 수의학 이동법(Veterinary Medicine Mobility Act of 2014)을 지지한다. 이 법은 규제 약물법 (CSA)을 수정하여 수의사가 농장에서 동물을 치료할 때와 같이 주요 사업장 외부에서 규제 약물을 분배하기 위해 별도의 등록을 할 필요가 없음을 명확히 했다. AVMA는 "미국내 동물들이 불필요하게 고통받지 않도록 CSA를 개정해야 한다"고 주장했다. 마약단속국( Drug Enforcement Administration)의 법률 해석으로 인해 수의사는 통제 약물을 가지고 외부 동물 환자에게 여행하는 것이 허용되지 않았다.

## 학업 인증
미국 교육부는 AVMA 교육 위원회를 미국 수의학 학교 인증 기관으로 지정했다. 이러한 역량에서 AVMA는 수의대 졸업생의 자격과 역량을 보장하기 위해 이러한 기관에 대한 교육 표준을 개발하고 유지한다.
AVMA내에서 수의학 교육 인증을 담당하는 두 기관인 AVMA 교육 위원회(COE)와 수의사 교육 및 활동 위원회(CVTEA)가 있다. 전자는 수의과 대학의 인증을 담당하고 후자는 수의 기술 프로그램을 담당한다.

### AVMA 인증 수의과 대학
2021년 기준, AVMA 인증 수의과 대학은 다음과 같다.
- 미국: 오번 대학교, 콜로라도 주립대학교, 코넬대학교, 아이오와 주립대, 캔자스 주립대, 링컨 메모리얼대학교, 롱아일랜드 대학교, 루이지애나 주립대학교, 미시건 주립대학교, 미스웨스턴 대학교(Midwestern University), 미시시피 주립대학교, 노스캐롤라이나 주립대학교, 오하이오 주립대학교, 오클라호마 주립대학교, 오레곤주립대학교, 퍼듀대학교, 텍사스 A&M대학교, 텍사스 공과대학교, 터프츠대학교, 터스키기대학교, 애리조나 대학교, 캘리포니아대학교, 데이비스, 플로리다 대학교, 조지아 대학교, 일리노이대학교 어바나-샴페인, 미네소타 대학교, 미주리 대학교, 펜실베니아 대학교, 테네시 대학교, 위스콘신대학교-매디슨대학교, 버지니아-메릴랜드 수의과대학, 워싱턴주립대학교, 웨스턴보건과학대학교
- 호주: 머독 대학교, 멜버른 대학교, 퀸즐랜드 대학교, 시드니 대학교
- 캐나다: 몬트리올 대학교, 캘거리 대학교, 구엘프 대학교, 프린스 에드워드 아일랜드 대학교, 서스캐처원 대학교
- 프랑스: VetAgro Sup
- 아일랜드: 유니버시티 칼리지 더블린
- 한국: 서울대학교
- 멕시코: 멕시코 국립 자치 대학교
- 네덜란드: 위트레흐트 대학교
- 뉴질랜드: 매시 대학교
- 영국: 로얄 수의대학교, 브리스틀 대학교, 에든버러 대학교, 글래스고 대학교
- 서인도 제도: 세인트 조지 대학교, 로스 대학교

### AVMA 인증 수의학 기술 프로그램
2021년 기준, AVMA는 수의 테크니션 프로그램을 미국, 캐나다에서 그리고 원격 교육 프로그램을 인증했다.

## 수의학 전문가
AVMA에 따르면 보드 인증 수의학전문의는 "특정 수의학 분야에서 추가 교육을 이수하고 해당 전문 분야에 대한 지식과 기술을 평가하는 시험에 합격한 수의사"이다.
2021년 기준, AVMA는 22개 수의학 전문의 기관을 인정하며 이는 미국 수의 마취학 전문의, 미국 인수공통전염병 전문의 과정등이 있다. AVMA는 41개 전문분야를 인정하며 수의 마취학, 동물 행동학, 수의 치과학, 수의 기생충학, 수의 병리학, 수의 약학, 수의 외과학 등이 있다.